# Wandy Peralta
Wandy Luis Peralta (San Francisco de Macorís, República Dominicana, 27 de julio de 1991), más conocido como Wandy Peralta, es un jugador profesional dominicano de béisbol que se desempeña en la posición de lanzador en San Diego Padres, equipo de las Grandes Ligas de Béisbol (MLB).

## Carrera
Peralta hizo su debut en la MLB con el equipo Cincinnati Reds, en el cual jugó cuatro temporadas (2016-2019), después pasó a San Francisco Giants (2019-2021), luego a New York Yankees (2021-2023), posteriormente a San Diego Padres, donde lleva jugando una temporada.